# Dreamchild
Pour plus de détails, voir Fiche technique et Distribution.
Dreamchild est un drame fantastique britannique réalisé par Gavin Millar, sorti en 1985.

## Synopsis
Le film suit Alice Liddell, la jeune fille qui avait inspiré Les Aventures d'Alice au pays des merveilles à Lewis Carroll, qui est devenue une femme âgée. Les personnages du conte, qui auparavant l'amusaient tant, sont devenus dans son esprit plus obscurs et commencent même à la hanter. Se replongeant dans son passé, elle repense à sa relation privilégiée avec le timide écrivain, en l’envisageant maintenant sous un angle nouveau, auquel son âge lui permet désormais d’accéder...

## Fiche technique
- Titre : Dreamchild
- Titre original : Dreamchild
- Réalisation : Gavin Millar
- Scénario : Dennis Potter
- Production : Rick McCallum, Kenith Trodd, Verity Lambert, Dennis Potter
- Musique : Stanley Myers
- Photographie : Billy Williams
- Montage : Angus Newton
- Direction artistique : Roger Hall
- Chef-décorateur : Marianne Ford, Len Huntingford
- Costumes : Jane Robinson
- Effets spéciaux : John Stephenson
- Pays d’origine : Royaume-Uni
- Langue : anglais
- Genre : drame/fantastique
- Durée : 94 minutes
- Dates de sortie : 4 octobre 1985  États-Unis

## Distribution
- Coral Browne : Alice Hargreaves (Liddell)
- Ian Holm : Charles Dodgson (Lewis Carroll)
- Peter Gallagher : Jack Dolan
- Jane Asher : Mrs. Liddell
- Amelia Shankley : Alice, jeune
- Rupert Wainwright : M. Hargreaves
- James Wilby : Baker
- William Hootkins : animateur radio
- Sam Douglas : reporter
- Alan Bennett : voix de la Simili-Tortue
- Julie Walters : voix du Loir

### Marionnettistes
- Steve Whitmire : la chenille / la fausse tortue

## Distinctions

### Récompenses
- Saturn Award 1986 : Meilleure actrice (Coral Browne)
- Boston Society of Film Critics Award 1986 : Meilleur acteur dans un second rôle (Ian Holm)
- Evening Standard British Film Award 1987 : Meilleure actrice (Coral Browne)
- Fantasporto 1986 : Meilleur acteur (Ian Holm) et Prix de la Critique
- Festival international de Paris du film fantastique et de science-fiction 1986 : Meilleure actrice (Amelia Shankley)
- National Board of Review: Top Ten Films 1985

### Nominations
- BAFTA 1987 : Meilleurs effets spéciaux et Meilleur maquillage
- Saturn Award 1986 : Meilleur jeune acteur/Meilleure jeune actrice (Amelia Shankley) et Meilleur acteur dans un second rôle (Ian Holm)
- Fantasporto 1986 : Meilleur film
- Independent Spirit Award 1986 : Meilleur film étranger